# William Adam (arquitecto)

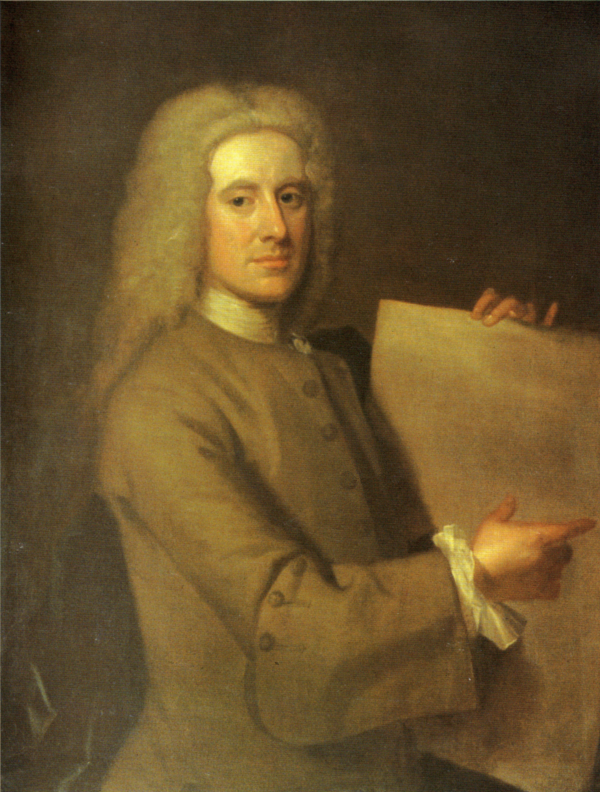
Retrato de William Adam por William Aikman (1727).

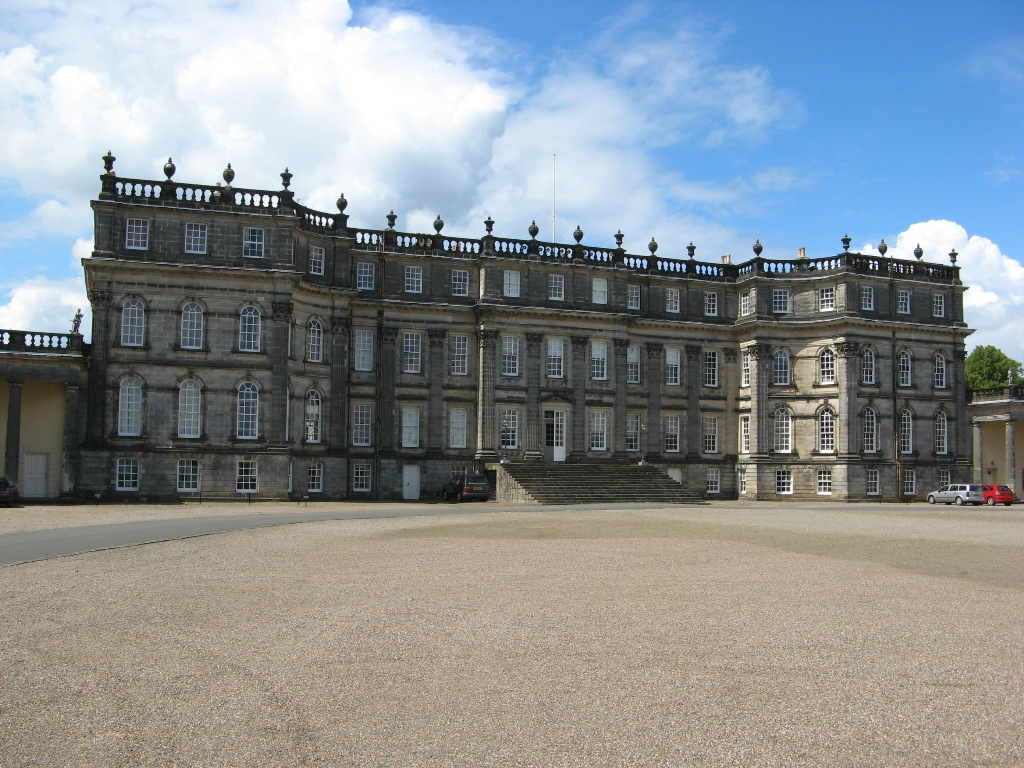
Fachada de la Casa Hopetoun (diseñada por Adam en un plazo de 20 años).

William Adam fue un arquitecto, cantero y empresario escocés. Fue el arquitecto más importante de su tiempo en Escocia, ya que diseñó y construyó numerosas casas de campo y edificios públicos, y, frecuentemente, participó más como contratista que como arquitecto. Entre sus obras más conocidas están la Casa Hopetoun, cerca de Edimburgo, y la Casa Duff en Banff. Su estilo exuberante e individual de construcción, siguiendo el modelo palladiano, pero con detalles barrocos, se inspiró en Vanbrugh y en la arquitectura continental.
En el siglo XVIII, Adam era considerado el «arquitecto universal» (Universal Architect en inglés) de Escocia. Sin embargo, desde el siglo XX, los críticos en arquitectura han adoptado una postura más moderada: Colin McWilliam, por ejemplo, cuestionó la calidad de su obra al considerar que «variaba en un grado extremo». Además de ser un arquitecto, Adam participó en varios esquemas empresariales de mejora industrial, entre ellos la minería del carbón, la extracción de sal, y la explotación de canteras de piedra y molinos. En 1731 comenzó a construir su propia finca en Kinross-shire, que él nombró Blair Adam. Fue el padre de tres arquitectos: John, Robert y James, los dos últimos fueron los creadores del «estilo Adam».

## Biografía
Nació en Linktown of Abbotshall (hoy Kirkcaldy), en 1689 y fue bautizado el 29 de octubre del mismo año. Fue el único hijo sobreviviente de John Adam (fl. 1710), un albañil, y Helen Cranstoun, hija de William Cranstoun, tercer lord de Cranstoun. Su abuelo paterno fue Archibald Adam, un hacendado en Angus. Adam probablemente asistió a una escuela primaria de Kirkcaldy hasta 1704, cuando cumplió 15 años, y posteriormente aprendió el oficio de albañilería, probablemente de su padre. Se ha sugerido que Adam fue aprendiz de sir William Bruce en la Casa Kinross, aunque las fechas hacen que esto sea improbable. John Fleming sugirió que, si Adam hubiese sido entrenado por Bruce, esto habría tenido que ocurrir en la Casa Hopetoun, que Bruce estaba construyendo entre 1699 a 1703. Hacia 1717 Adam fue un miembro de pleno derecho del gremio de constructores en Kirkcaldy, y antes de 1720 viajó a Francia y los Países Bajos, para visitar casas de campo y ver el canal en Ostende.
En 1714, Adam se alió con William Robertson de Gladney, un terrateniente local, para establecer una fábrica de ladrillos en Linktown. El emprendimiento fue un éxito y Adam se acreditó con la introducción de la fabricación de tejas holandesas en Escocia. El 30 de mayo de 1716, Adam se casó Mary, hija de Robertson, y la pareja se mudó a su casa, Gladney, en Abbotshall.

### Período profesional

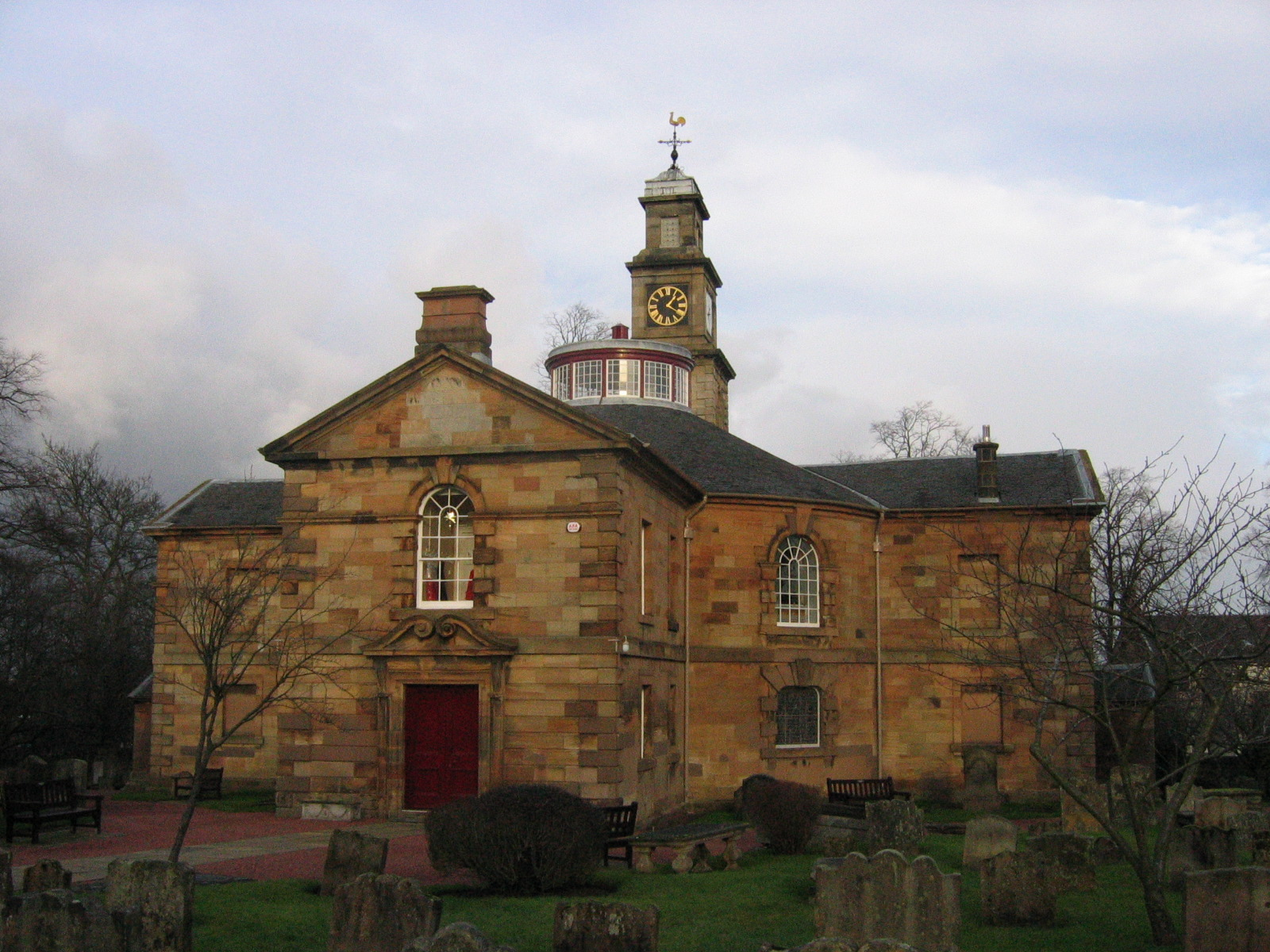
Hamilton Old Parish Church, diseñada por Adam en 1735.

No se sabe cómo William Adam se convirtió en un arquitecto exitoso. Sin embargo, en 1721 ya estaba involucrado en proyectos importantes en el Castillo Floors, donde realizó un diseño de Vanbrugh, y en la proyección de extensiones a la Casa Hopetoun. John Gifford vinculó el ascenso de Adam con el retiro de James Smith, el arquitecto más importante de principios del siglo XVIII, que tenía unos 70 años en ese momento. Al igual que Smith, Adam fue un albañil capacitado, tenía conexiones sociales a través de su familia y contaba con el respaldo financiero de su exitoso negocio. Fue en 1721 cuando Adam se unió a la masonería, siendo iniciado en la Logia de Edimburgo (en Mary's Chape), N º 1.
Sin embargo, a diferencia de Smith y Bruce que eran episcopales, Adam era presbiteriano whig, en un tiempo en que los whig dominaban el gobierno británico. Los escoceses episcopales se asociaron con el jacobismo, y como tales, encontraron poca aceptación con el régimen de hanoveriano gobernante. Sir William Bruce, por ejemplo, fue encarcelado por lo menos en tres ocasiones entre 1693 y su muerte en 1710, simplemente a causa de sus principios. Las creencias de Adam eran mucho más aceptables, aunque se las arregló para mantener relaciones con el arquitecto aficionado jacobita en el exilio John, conde de Mar. La posición política de Adam le permitió obtener clientes influyentes como John Dalrymple, segundo conde Stair, y sir John Clerk de Penicuik, quienes, además de ser sus clientes, intentaron conseguirle nombramientos y contratos del gobierno. Por ejemplo, sir John Clerk, sin éxito, propuso a Adam como arquitecto de la ciudad en lo que expresó como Town of Edinburgh Bill, lo que le habría otorgado la supervisión de nuevas obras públicas en la capital. En 1727, Stair intentó, de nuevo sin éxito, nombrar a Adam como el Topógrafo de Obras del rey de Escocia, aunque al año siguiente adquirió el menor cargo de Secretario y Encargado del Almacén de Obras del rey de Escocia, bajo la supervisión del Maestro de Obras sir John Anstruther. En 1730 fue nombrado director de construcción de la Junta de la Artillería en el norte de Gran Bretaña.
En 1727 Adam y sir John Clerk viajaron a Londres y visitaron varias construcciones a lo largo del camino, entre ellas Cliveden, Wilton y Wanstead Park. En Londres, Adam trató de establecer nuevos contactos políticos, así como de encontrar un grabador para su proyectado libro de planos arquitectónicos, que con el tiempo se convertiría en el Vitruvio Scoticus. Asimismo, mientras estaba en Londres, permitió que William Aikman lo retratara.

### Arquitecto, empresario y hacendado
Hacia 1728, Adam eventualmente se estableció como un arquitecto exitoso con numerosas responsabilidades comerciales en curso, incluyendo la minería de carbón, extracción de sal, explotación de canteras y desarrollo agrícola, aunque en ese año ocurrió la muerte de su suegro William Robertson. Para ese año, William Adam y Alexander McGill aparecen como arquitectos en la lista de suscriptores del Book of Architecture de James Gibbs. El 21 de febrero de 1728, Adam se unió a la burguesía de Edimburgo, y se mudó con su familia a una propiedad en Cowgate, donde más tarde se construyó una comunidad vecindad.
Sus actividades comerciales continuaron expandiéndose, desde la comisión para Hopetoun en 1721, en donde había arrendado canteras cerca de Queensferry que proporcionaron la piedra para sus contratos de construcción. A partir de 1734 empezó a arrendar lofts, graneros y almacenes en Leith, y también minas de carbón y salinas en Cockenzie, y más tarde en el cercano Pinkie construyó un canal, entre 1742-1744, para abastecer a las minas. Otras obras de ingeniería incluyen un acueducto, a través de una colina en Inveresk, y en 1741, intentó promover el Canal Forth y Clyde, un proyecto que finalmente fue terminado por otros 30 años más tarde. Su mayor preocupación desde 1731 fue Blair Crambeth, la finca en Kinross-shire, cerca de Kelty, que compró en ese año por 8 010 libras escocesas. Cambió su nombre por el de finca Blair Adam, se dedicó a la ampliación y mejora del sitio, la plantación de árboles, cercó el terreno y estableció minas de carbón. Fundó el pueblo de Maryburgh para albergar a los mineros y construyó una pequeña casa, a pesar de que pocas veces era utilizada.

### Últimos años

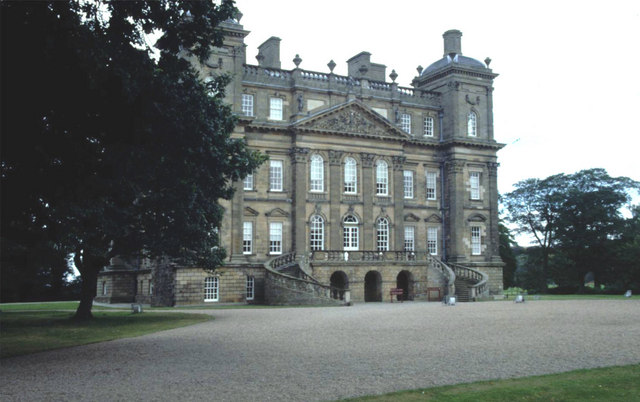
Duff House, «un castillo medieval en vestido barroco».

En 1741 Adam se vio obligado a emprender acciones legales contra William, lord Braco, para recuperar honorarios pendientes de un pago derivado de su trabajo en Duff House. No había ningún contrato formal, y el cliente y el arquitecto no estaban de acuerdo en los costos de piedra tallada. Adam demandó por 5 796 libras, 12 chelines y 11⅓ peniques, y el caso se resolvió inicialmente en su favor. Sin embargo, Braco fue un opositor tenaz, e intentó alargar aún más el proceso, y éste no finalizó hasta justo antes de la muerte de Adam.
Luego del levantamiento jacobita de 1745, la posición de Adam como constructor de la Junta de la Artillería le trajo una serie de importantes contratos militares en las tierras altas. En 1746, quedó vacante el cargo de Maestro Carpintero en la Junta de la Artillería, y Adam rápidamente presentó a su hijo John como candidato, a pesar de ello no logró asegurarle ese puesto. Sus tres hijos mayores se involucraron en el negocio familiar en 1746; también James y John, después de terminar sus estudios en la Universidad de Edimburgo, se unieron a su padre. Sucumbió a la enfermedad a finales de 1747, y murió el 24 de junio de 1748. Fue enterrado en el cementerio Greyfriars de Edimburgo, donde John Adam diseñó el mausoleo familiar construido en 1753.